# Бермудо Нуньес
Бермудо Нуньес (исп. Bermudo Núñez; ? — около 955 года) — леонский магнат и первый граф Сеа. Он впервые упоминается в 921 году, подтверждая пожертвование монастырю Сан-Бенито в Саагуне, из которого можно предположить, что он, вероятно, родился в конце IX века. Верный вассал леонских монархов, он подтвердил несколько королевских грамот и появляется с титулом графа по крайней мере с 950 года, управляя как феодом регионом Сеа с 939 года и далее.
Вероятно, он сыграл важную роль в битве при Симанкасе (939 год) и после этой победы леонских войск сотрудничал со своим братом Овеко Нуньесом, епископом Леона в репопуляции Саламанки.

## Происхождение семьи
Хотя его происхождение не было подтверждено, было выдвинуто несколько гипотез. Испанский ученый-медиевист Маргарита Торрес Севилья-Киньонес де Леон считает, что он мог быть сыном Нуньо Ордоньеса, сына короля Ордоньо I Астурийского и брата Альфонсо III, что, по мнению автора, объясняет быстрый рост этой линии и ее близость к королевскому дому.
Согласно другой гипотезе, выдвинутой специалистом по генеалогии Хайме де Салазар и Ача, Бермудо был сыном Нуньо Веласа (или Велы), сына Велы Хименеса, графа Алавы, через которого род Вела распространился по всему королевству Леон, что также объясняет баскско-наваррские имена в последующих поколениях.
Епископ Овеко Нуньес в грамоте от 28 августа 945 года подтверждает несколько пожертвований, сделанных королем Леона Рамиро II монастырю Саагун, а также подтверждает грамоту его братьев Велы, Суэро, Мунио, Бермудо и Нуньеса Нуньесов, за которыми следуют некоторые из детей этих братьев, включая Фернандо Бермудеса, сына Бермудо Нуньеса. У него также была сестра по имени Гонтродо, которая вышла замуж за Ансура Фернандеса, графа Монсона, родителей королевы Терезы Ансурес, жены короля Леона Санчо I.

## Брак и дети
Граф Бермудо Нуньес женился дважды. От своего первого брака с Аргило он был отцом двух детей:
- Фройлоба Бермудес, вышла замуж за Муньо Флайнеса до 947 года.
- Фернандо Бермудес (? — 978), второй граф Сеа, наследовал титул от своего отца
- Пиниоло Бермудес, который вместе со своими братом Фернандо и сестрой Хименой подтверждает пожертвование, сделанное его отцом 13 августа 949 года монастырю Сантьяго-де-Вальдавида.
- Химена Бермудес
- Вела Бермудес (? — после марта 976), отец Аргило, Нуньо, и графа Бермудо Велы.

Между 947 и 949 годами Бермудо во второй раз женился на Веласките, от которой имел двух сыновей:
- Альваро Бермудес
- Овеко Бермудес.